# Uppsa kulle
Der Grabhügel Uppsa kulle liegt in Runtuna in Nyköping in Södermanland in Schweden. Es ist Södermanlands größter Königshügel mit einem Durchmesser von etwa 55,0 Metern und einer Höhe von mehr als neun Metern.
Die Zeitstellung des Grabhügels ist unklar, da er nie archäologisch untersucht wurde. Er könnte wie andere Grabhügel aus der jüngeren schwedischen Eisenzeit, oder der Vendelzeit, stammen. Der Legende nach handelt es sich um das Grab von König Ingjald Illråde (dem Böswilligen), der nach der Überlieferung in der zweiten Hälfte des 1. Jahrtausends n. Chr. gelebt haben und am See Runnviken Selbstmord begangen haben soll.

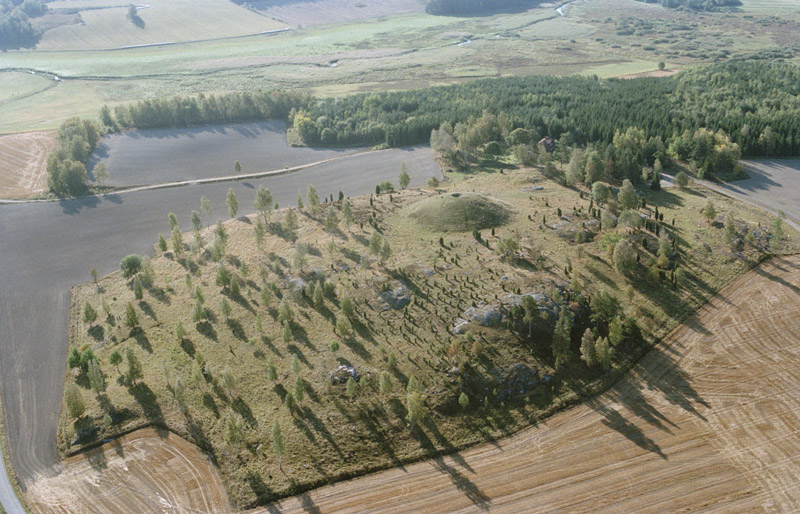
Luftbild des Uppsa Kulle

Der Grabhügel Ingjaldshögen auf dem Gräberfeld am Ingjaldshögen wird jedoch ebenfalls mit Ingjald Illråde in Verbindung gebracht.
Es wird angenommen, dass der charakteristische Krater auf dem Königshügel Uppsa kulle auf den Einsturz der Grabkammer zurückzuführen ist.
Uppsa kulle ist der drittgrößte Grabhügel Schwedens. Großhügel mit einem Durchmesser von mehr als 30 Metern heißen in Schweden meist Kungshögen (deutsch „Königshügel“). Sie sind vorzugsweise um den Mälaren anzutreffen. Die Großhügel stammen oft aus der jüngeren Eisenzeit. Der größte Hügel ist Anundshög in Västmanland, weitere große Grabhügel sind Grönehög in Bohuslän, Högom in Medelpad, Inglinge hög in Småland, Ledbergs kulle in Östergötland, Skalunda hög in Västergötland, Ströbo hög in Västmanland und die drei Hügel in Alt-Uppsala in Uppland.
Uppsa kulle ist der größte Hügel auf einem rund 150 Meter langen und 25 bis 50 Meter breiten Gräberfeld, das zwei weitere, kleinere Grabhügel und drei runde Steinsetzungen umfasst.